# Языково (Мордовия)
Языково — деревня в Лямбирском районе Мордовии. Входит в состав  Первомайского сельского поселения.

## География
Деревня находится на берегу реки Сухая Атьма, на расстоянии 21 км к северо-западу от села Лямбирь, административного центра района, и 27 км к северо-западу от северо-западной границы города Саранск, столицы республики.

## История
Деревня возникла в конце XVII века на землях, пожалованных атемарским служилым дворянам Языковым. В 1869 году учтена как владельческое село из 44 дворов.

## Население
| 2002 | 2010 |
| ---- | ---- |
| 29   | ↘15  |

### Национальный состав
Согласно результатам переписи 2002 года, в национальной структуре населения русские составляли 97 % из 29 чел.